# Савалі
Сава́лі (англ. Sawali) — традиційна громада у складі дистрикту Балака Південного регіону Малаві.
Населення — 19254 особи (2018).